# Дайка

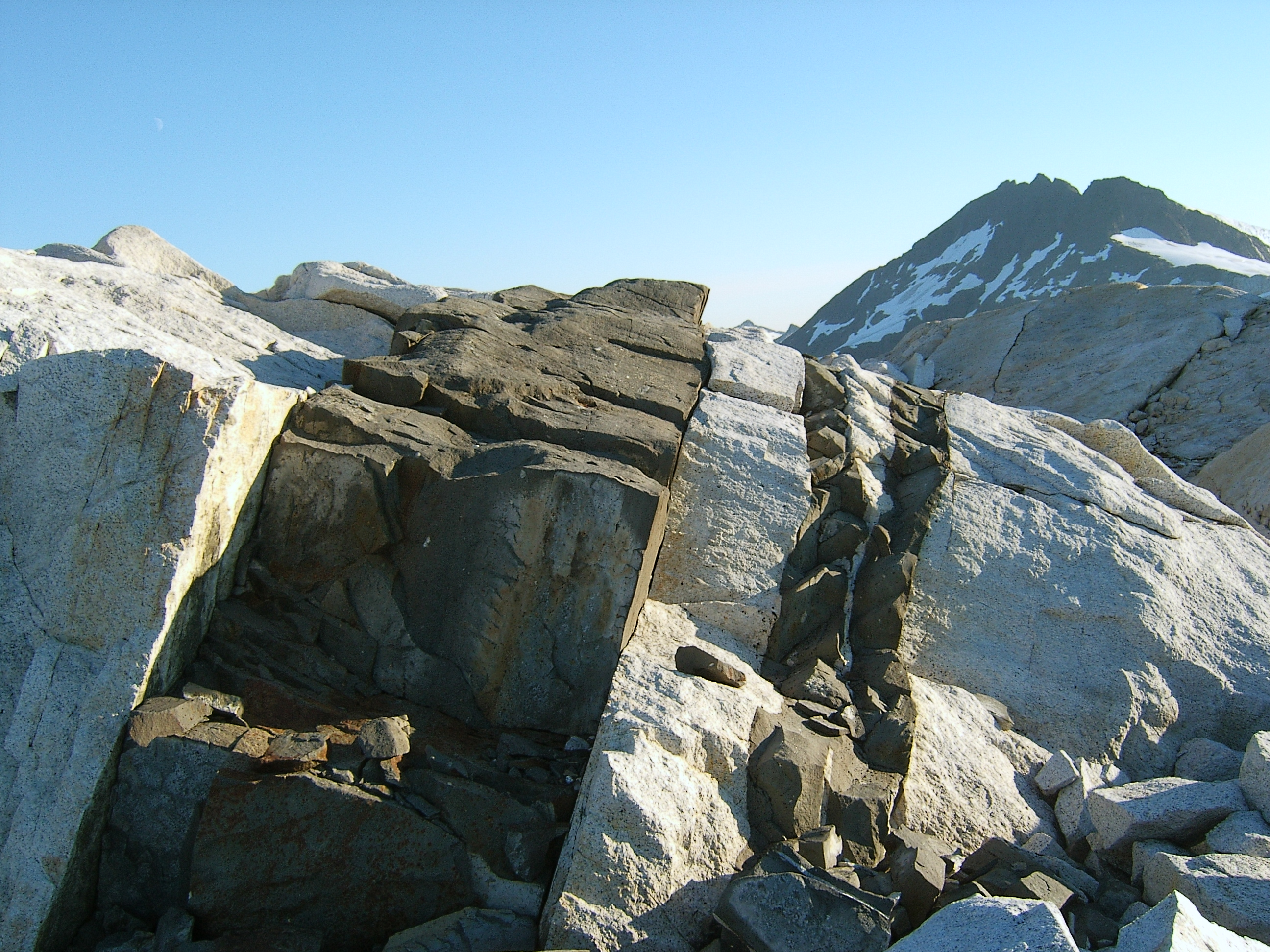
Невеличка дайка на острові Баранова, Аляска.

1. Лаколіт 2. Апофіза 3. Батоліт 4. Дайка 5. Сілл
6. Нек 7. Лополіт

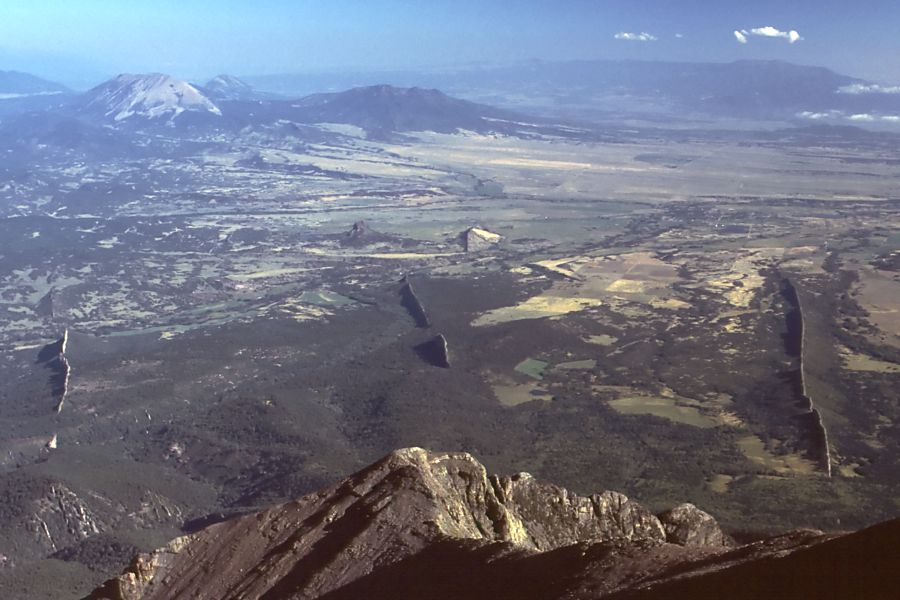
Радіальні ендогенні дайки навколо Західного іспанського піку West Spanish Peak, Колорадо, США.

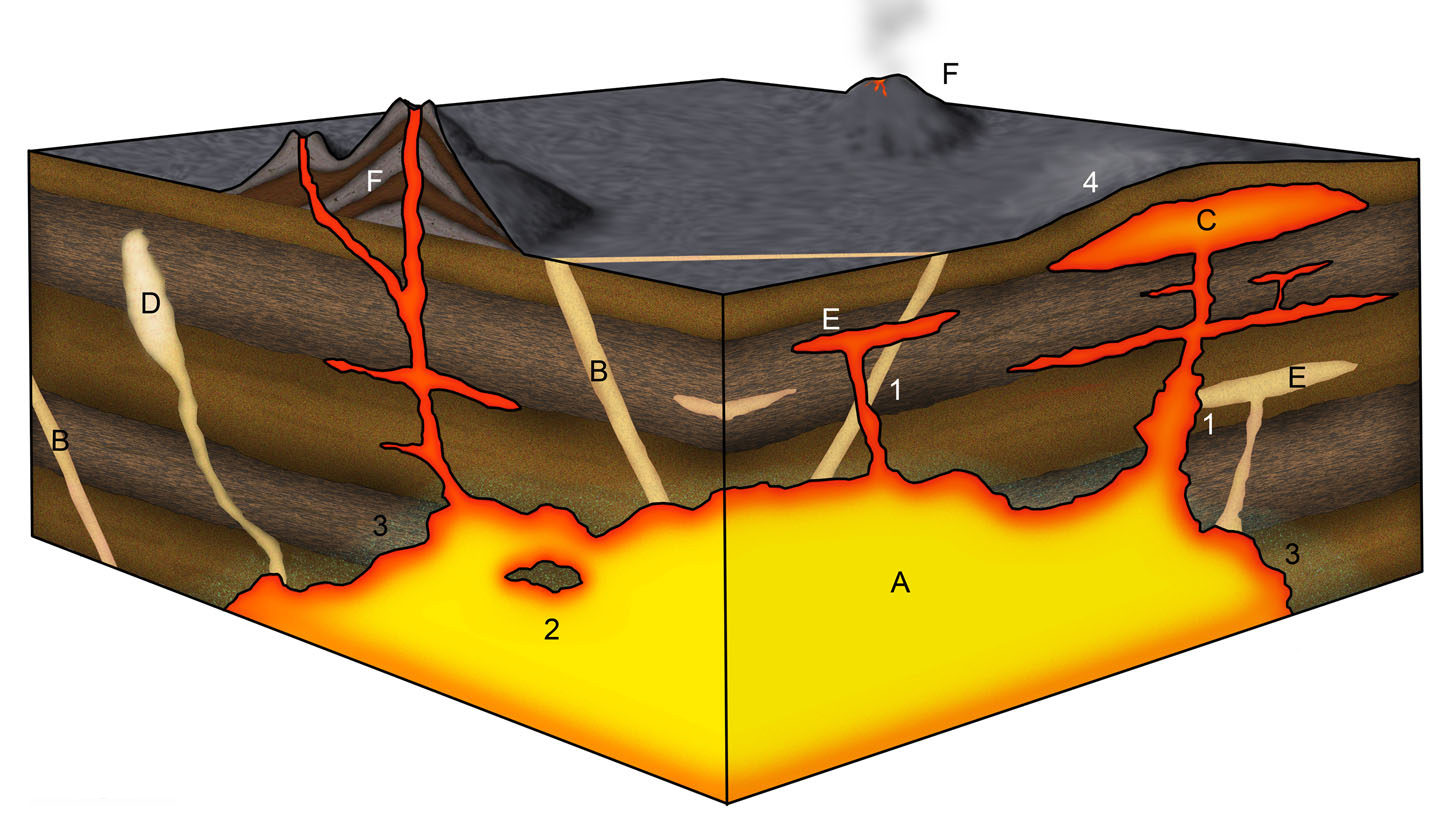
Схематичне зображення магматичних утворень. Дайки позначені літерою — B.

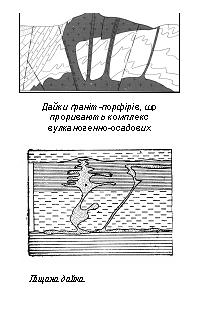

Знімок фрагменту карпатського флішу, вивернутого дайкою. Сама дайка внаслідок денудації, скрита уламками пісковика. Українські карпати

Дайка (англ. dike, dyke; нім. Gesteinsgang, Eruptivgang) — пластоподібне інтрузивне магматичне тіло з крутим падінням, обмежоване більш чи менш паралельними площинами. Потужність дайки змінюється від часток до десятків метрів, протяжність від 1 м до 500 км (Велика дайка, Зімбабве), ширина може коливатись від кількох сантиметрів до 5-10 км. Проте довжина завжди перевищує ширину, а площини ендоконтактів практично паралельні. Тріщина заповнена магматичним розплавом.

## Генезис
Дайки часто супроводжують інтрузивні і ефузивні тіла. Інколи утворюють пояси з самостійними глибинними магматичними вогнищами. Часто дайки з'являються на земній поверхні у вигляді гребеня або стіни, звичайно з добре вираженою окремістю.
Дайки відносять до малоглубинних (гіпабісальних) інтрузій. Гірські породи, що їх утворюють, мають неповнокристаличну, порфірову або афірову структуру, що пов'язано зі швидким охолодженням та кристализацією розплаву. Асоціюють із сіллами та вулканічними покровами, виконують роль підводящих каналів для вулканічних апаратів, проривають гранітні батоліти на їх пізніх стадіях розвитку.
Найпоширеніші дайки в океанічній корі, що формується під час спредингу. Індикатором геодинамічної обстановки спредингу є комплекс паралельних дайок субвулканічних порід з діабазів та долеритів.
Численні субпаралельні дайки складені аналогічними породами характеризують також внутрішньоконтинентальні рифтові зони та пасивні околичні зони материків. Інтрузії такого характеру є показником рифтогенезу та розколу континентальної літосфери.

## Класифікація
За походженням розрізняють:
- Ендогенні — утворені магмою, що проникла з глибини і заповнила вертикальні тріщини в земній корі. На земній поверхні дайки мають вигляд залишків сильнозруйнованих стін, оскільки породи, що вміщали їх, виявилися менш стійкими і були зруйновані процесами денудацій.
- Екзогенні — тріщини, заповнені осадовим матеріалом (нептунічні дайки), утворюються в результаті препарування денудації ущільненого уламкового матеріалу, що заповнював тріщини.
- Метадайки — складені з гірських порід, що утворилися шляхом метасоматичного заміщення.

За формою і умовами залягання виділяють:
- інтрамагматичні,
- гіпомагматичні (плутонічні дайки).

За типом просторового розміщення розрізняють дайки:
- групові (пояси дайок) — такі, що складаються з ряду окремих паралельних,
- радіальні — такі, що витікають з одного центру,
- кільцеві — які мають кільцеподібну форму, часто зустрічаються в області розвитку траппів на Сибірській платформі.

За внутрішньою будовою і способу виконання виділяють:
- Дайки заміщення,
- складні,
- Дайки течії,
- експлозивні.

## Кластична дайка

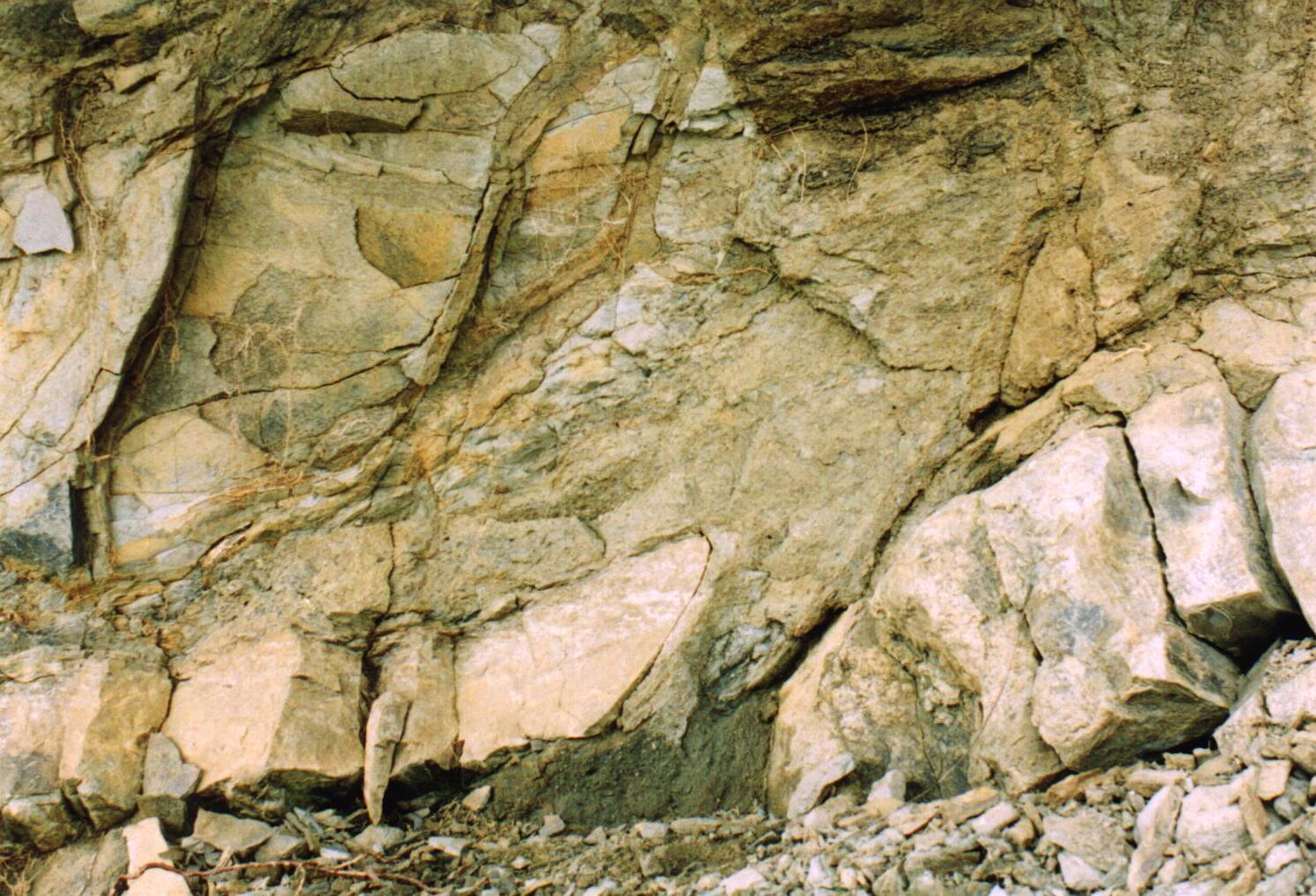
Кластична інтрузія у флішових утвореннях, Карпати.

Кластична дайка (рос. кластическая дайка; англ. clastic dike; нім. Brekziengang m) — тріщина в земній корі (від метра до кількох кілометрів), заповнена зверху або знизу уламковим матеріалом (пісковиками, конгломератами, брекчіями, мілонітами, туфами).
Синоніми — кластична жила, осадова дайка, нептунічна дайка.

## Магматична дайка
Магматична дамба — це шар магматичної породи, які перетинають старіші породи. Вона утворюється, коли магма заповнює тріщину в старих шарах, а потім охолоджується і твердне. Порода дайки зазвичай більш стійка до вивітрювання, ніж навколишня порода, тому ерозія оголює дайку як природну стіну або гряду. Саме від цих природних стін дайки отримали свою назву.
Дайки зберігають обриси тріщин, через які основна частина мафічної магми (рідка магма з низьким вмістом кремнезему) досягає поверхні. Дайки також фіксують давні епізоди розширення земної кори, оскільки велика кількість дайок (роїв дайок) утворюється, коли кора розривається тектонічними силами. Дайки показують напрямок простягання, оскільки вони утворюються під прямим кутом до напрямку максимального простягання.